# Estação Valldaura

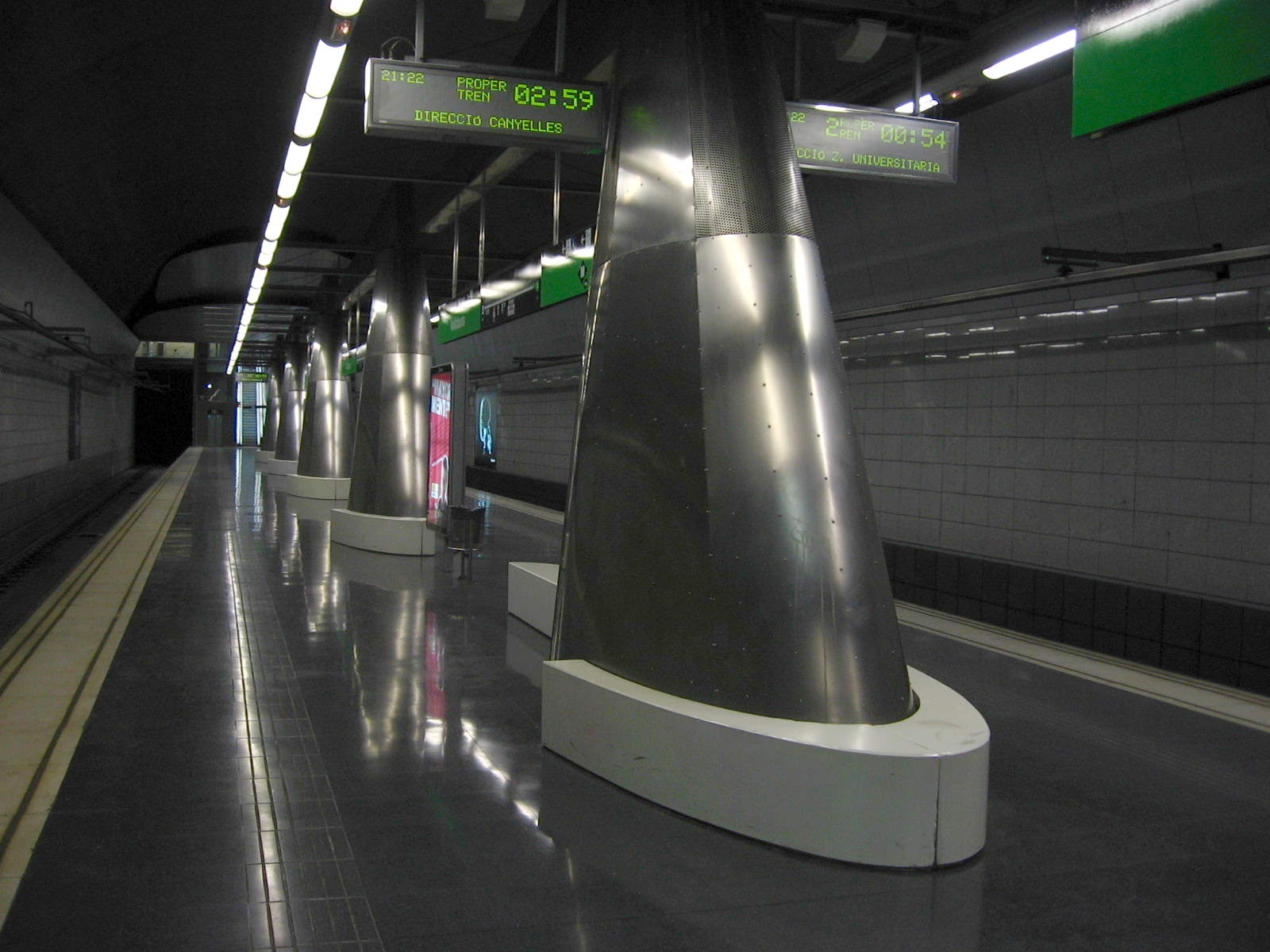
Estação Valldaura.

Valldaura  é uma estação da linha Linha 3 do Metro de Barcelona.

## História
A estação foi inaugurada em 2001, quando foi inaugurado o trecho da linha L3 da estação Montbau à estação Canyelles. Foi desenhado por Manel Sánchez.

## Localização
A estação do Metro de Barcelona está localizada no distrito de Horta-Guinardó de Barcelona. A estação é atendida pela linha L3. Foi construída sob o Passeig de Valldaura, entre Carrer Canigó e Carrer Hedilla no nordeste da cidade. A estação ilha-plataforma tem acesso único na Carrer Canigó. A estação é acessível para cadeiras de rodas por meio de elevadores.